# Historia de las consejerías de Medio Ambiente de la Junta de Andalucía

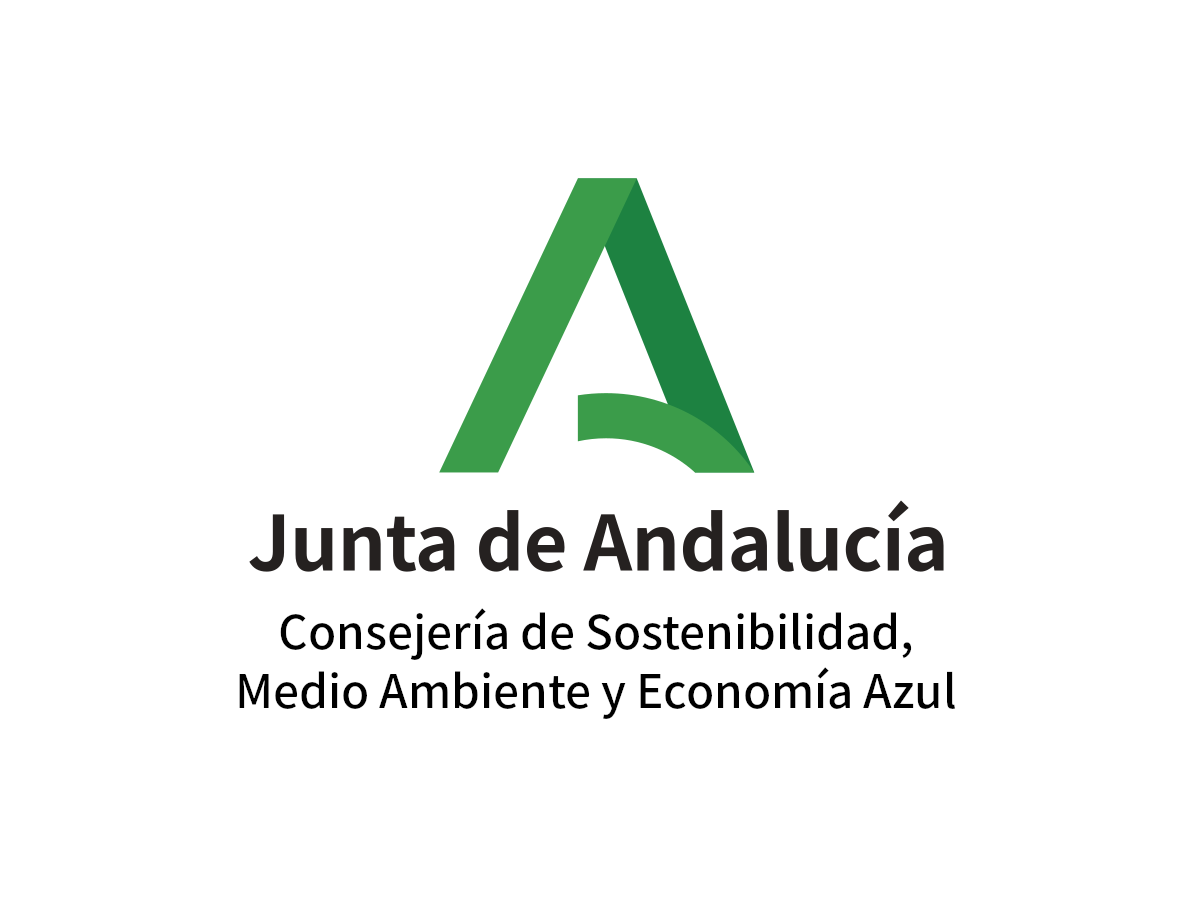
Logotipo de la consejería competente en materia de Medio Ambiente: la Consejería de Sostenibilidad, Medio Ambiente y Economía Azul, vigente desde 2022.

Con el nombre de Consejería de Medio Ambiente se conoce a los órganos, organismos o departamentos de la Junta de Andalucía encargados de las competencias autonómicas en materia de medio ambiente desde su creación durante el gobierno preautonómico de Andalucía. 

## Historia
Inicialmente presente como Consejería de Medio Ambiente en el Consejo de Gobierno de la Junta Preautonómica de Andalucía, las distintas competencias en materia de medio ambiente que se transfieren a la Junta de Andalucía se adscriben a diversos órganos de las consejerías vigentes.
En 1981, la Consejería de Política Territorial e Infraestructura absorbe dichas competencias desde la Dirección General de Medio Ambiente, situación que se mantiene en el primer gobierno autonómico. En 1984, esta Dirección General pasa a depender de la Vicepresidencia de la Junta de Andalucía y se adscribe orgánicamente a la Consejería de Gobernación.
Ese traspaso queda recogido como paso previo a la aprobación de la Ley 6/1984, de 12 de junio, por la que se crea la Agencia de Medio Ambiente, que se adscribe como organismo autónomo a la Presidencia de la Junta de Andalucía. Con la aprobación de la Agencia de Medio Ambiente, la Dirección General queda suprimida. En 1990, la Agencia pasa a formar parte de la Consejería de Cultura y Medio Ambiente.
En 1994, la iniciativa preautonómica vuelve a tomar forma, correspondiéndole a la nueva Consejería de Medio Ambiente "la superior dirección de las competencias en materia de medio ambiente", a las que se suman las que tiene encomendadas la Dirección General de Desarrollo Forestal de la Consejería de Agricultura y Pesca. Por su parte, la Agencia de Medio Ambiente se mantiene adscrita como organismo autónomo en la nueva consejería hasta su desaparición, por Ley 8/1996, de 26 de diciembre, de Presupuestos de la Comunidad Autónoma para 1997, quedando atribuidas a la consejería sus competencias y funciones.
En 2012 pierde su exclusividad, integrando sus competencias en la Consejería de Agricultura en dos ocasiones y combinándolas con Ordenación del Territorio en otra, hasta la creación, en 2022, de la Consejería de Sostenibilidad, Medio Ambiente y Economía Azul.

## Denominaciones de la Consejería
Durante las legislaturas de la Junta de Andalucía, esta Consejería ha recibido las siguientes denominaciones: 
- (1) Consejería de Medio Ambiente (1978-1981) [1] (1994-2012)[8]
- (2) Consejería de Cultura y Medio Ambiente (1990-1994)[7]
- (3) Consejería de Agricultura, Pesca y Medio Ambiente (2012-2013)[10]
- (4) Consejería de Medio Ambiente y Ordenación del Territorio (2013-2019)[12]
- (5) Consejería de Agricultura, Ganadería, Pesca y Desarrollo Sostenible (2019-2022)[11]
- (6) Consejería de Sostenibilidad, Medio Ambiente y Economía Azul (2022-)[13]

En los periodos sin consejería explícita, sus funciones fueron asumidas:
- (a) como Dirección General de Medio Ambiente, por la Consejería de Política Territorial e Infraestructura (1981-1984)[2]
- (b) como Dirección General de Medio Ambiente, por la Consejería de Gobernación (1984)[5]
- (c) como Agencia de Medio Ambiente, por la Presidencia de la Junta de Andalucía (1984-1990)[6]

## Titulares de la Consejería
| Espectro político            |
| ---------------------------- |
| Independiente PSA-PA PSOE PP |

| Nombre | Nombre                                      | Retrato | Mandato                  | Mandato                  | Partido político | Gobierno                                                     | Gobierno |
| ------ | ------------------------------------------- | ------- | ------------------------ | ------------------------ | ---------------- | ------------------------------------------------------------ | -------- |
|        | Juan López Martos (1)                       |         | 2 de junio de 1978       | 2 de junio de 1979       | Independiente    | Plácido Fernández Viagas (I Gº Preaut.)                      |          |
|        | Miguel Ángel Arredonda Crecente (1)         |         | 2 de junio de 1979       | 17 de noviembre de 1981  | PSA-PA           | Rafael Escuredo Rodríguez (II Gº Preaut.)                    |          |
|        | Jaime Montaner Roselló (a)                  |         | 17 de noviembre de 1981  | 3 de marzo de 1984       | PSOE-A           | Rafael Escuredo Rodríguez (II Gº Preaut., I)                 |          |
|        | José Rodríguez de la Borbolla y Camoyán (b) |         | 3 de marzo de 1984       | 15 de marzo de 1984      | PSOE-A           | Rafael Escuredo Rodríguez (I)                                |          |
|        | José Miguel Salinas Moya (b)                |         | 15 de marzo de 1984      | 9 de julio de 1984       | PSOE-A           | José Rodríguez de la Borbolla y Camoyán (I)                  |          |
|        | Ángel López López (c)                       |         | 9 de julio de 1984       | 17 de julio de 1986      | PSOE-A           | José Rodríguez de la Borbolla y Camoyán (I)                  |          |
|        | Enrique Linde Cirujano (c) (Interino)       |         | 17 de julio de 1986      | 30 de julio de 1986      | PSOE-A           | José Rodríguez de la Borbolla y Camoyán (I)                  |          |
|        | Manuel Gracia Navarro (c)                   |         | 30 de julio de 1986      | 1 de marzo de 1988       | PSOE-A           | José Rodríguez de la Borbolla y Camoyán (II)                 |          |
|        | Gaspar Zarrías Arévalo (c)                  |         | 1 de marzo de 1988       | 28 de julio de 1990      | PSOE-A           | José Rodríguez de la Borbolla y Camoyán (II)                 |          |
|        | Juan Manuel Suárez Japón (2)                |         | 28 de julio de 1990      | 2 de agosto de 1994      | PSOE-A           | Manuel Chaves González (I)                                   |          |
|        | Manuel Pezzi Ceretto (1)                    |         | 2 de agosto de 1994      | 17 de abril de 1996      | PSOE-A           | Manuel Chaves González (II)                                  |          |
|        | José Luis Blanco Romero (1)                 |         | 17 de abril de 1996      | 29 de abril de 2000      | PSOE-A           | Manuel Chaves González (III)                                 |          |
|        | Fuensanta Coves Botella (1)                 |         | 29 de abril de 2000      | 2 de abril de 2008       | PSOE-A           | Manuel Chaves González (IV), (V)                             |          |
|        | Gaspar Zarrías Arévalo (1) (Interino)       |         | 2 de abril de 2008       | 20 de abril de 2008      | PSOE-A           | Manuel Chaves González (V)                                   |          |
|        | María Cinta Castillo Jiménez (1)            |         | 20 de abril de 2008      | 22 de marzo de 2010      | PSOE-A           | Manuel Chaves González (VI) José Antonio Griñán Martínez (I) |          |
|        | José Juan Díaz Trillo (1)                   |         | 22 de marzo de 2010      | 6 de mayo de 2012        | PSOE-A           | José Antonio Griñán Martínez (I)                             |          |
|        | Luis Planas Puchades (3)                    |         | 7 de mayo de 2012        | 10 de septiembre de 2013 | PSOE-A           | José Antonio Griñán Martínez (II)                            |          |
|        | María Jesús Serrano Jiménez (4)             |         | 10 de septiembre de 2013 | 18 de junio de 2015      | PSOE-A           | Susana Díaz Pacheco (I)                                      |          |
|        | José Gregorio Fiscal López (4)              |         | 18 de junio de 2015      | 22 de enero de 2019      | PSOE-A           | Susana Díaz Pacheco (II)                                     |          |
|        | María del Carmen Crespo Díaz (5)            |         | 22 de enero de 2019      | 26 de julio de 2022      | Partido Popular  | Juan Manuel Moreno Bonilla (I)                               |          |
|        | Ramón Fernández Pacheco (6)                 |         | 26 de julio de 2022      | En la actualidad         | Partido Popular  | Juan Manuel Moreno Bonilla (II)                              |          |

## Línea temporal
Consejerías:

A. / G. / P. / D.S. - Agricultura, Ganadería, Pesca y Desarrollo Sostenible

A., P. y M.A. - Agricultura, Pesca y Medio Ambiente

Cultura y M.A. - Cultura y Medio Ambiente

G. - Gobernación

Medio Amb. - Medio Ambiente

Medio Amb. y Ord. Territorio - Medio Ambiente y Ordenación del Territorio

PT - Política Territorial

P.T. / I. - Política Territorial e Infraestructura

S./M.A./E.A. - Sostenibilidad, Medio Ambiente y Economía Azul

Direcciones Generales y asimilados:

DG o D.G. - Dirección General

DG CACC - Dirección General de Calidad Ambiental y Cambio Climático

DG CCMAU - Dirección General de Cambio Climático y Medio Ambiente Urbano

DG Cons. Naturaleza - Dirección General de Conservación de la Naturaleza

DG DSIA - Dirección General de Desarrollo Sostenible e Información Ambiental

DG E.A. - Dirección General de Equipamientos Ambientales

DG E. Amb. y Sost. - Dirección General de Educación Ambiental y Sostenibilidad

DG Educ. Ambiental - Dirección General de Educación Ambiental

DG Esp. Nat. Prot. - Dirección General de Espacios Naturales Protegidos

DG Esp. Nat. y Part. Ciud. - Dirección General de Espacios Naturales y Participación Ciudadana

D.G.G.M.N. - Dirección General de Gestión del Medio Natural

DG GMNEP - Dirección General de Gestión del Medio Natural y Espacios Protegidos

D. G. M. A. - Dirección General de Medio Ambiente

DG Infr. del Agua - Dirección General de Infraestructuras del Agua

DG MNBEP - Dirección General de Medio Natural, Biodiversidad y Espacios Protegidos

DG P. Amb. - Dirección General de Protección Ambiental

D.G. Part. e Inf. Amb. - Dirección General de Participación e Información Ambiental

DG Partic. y SS.AA. - Dirección General de Participación y Servicios Ambientales

DG P.For. y Biodiv. - Dirección General de Política Forestal y Biodiversidad

DG Pl. y RR. Hídr. - Dirección General de Planificación y Recursos Hídricos

DG P.P. - Dirección General de Planificación y Participación

DG Prev. y C. Amb. - Dirección General de Prevención y Calidad Ambiental

DG RENP y SS.AA. - Dirección General de Red de Espacios Naturales Protegidos y Servicios Ambientales

DG S.Amb. y C.Cl. - Dirección General de Sostenibilidad Ambiental y Cambio Climático

DG Infraestr. y Explotación del Agua - Dirección General de Infraestructuras y Explotación del Agua

DPCC - Dirección General de Prevención, Calidad Ambiental y Cambio Climático

DG Planificación y Gestión del DPH - Dirección General de Planificación y Gestión del Dominio Público Hidráulico

DPIA - Dirección General de Planificación e Información Ambiental

D. Planif. - Dirección de Planificación

DSR - Dirección General de Sostenibilidad en la Red de Espacios Naturales

D.Técnica - Dirección Técnica

Inst. del Agua - Instituto del Agua

SCC - Secretaría General de Cambio Climático y Calidad Ambiental

SG o S.G. - Secretaría General

SGA - Secretaría General de Agua

S.G.T. - Secretaría General Técnica

SGMA - Secretaría General de Gestión Integral del Medio Ambiente y Agua

SG M.A. y C.Clim. - Secretaría General de Medio Ambiente y Cambio Climático

SG MAACC - Secretaría General de Medio Ambiente, Agua y Cambio Climático

SG O.T. y S.Urb. - Secretaría General de Ordenación del Territorio y Sostenibilidad Urbana

SG SMAEA - Secretaría General de Sostenibilidad, Medio Ambiente y Economía Azul

SOC - Secretaría General de Ordenación del Territorio y Cambio Climático

SMA - Secretaría General de Medio Ambiente y Agua

SPC - Secretaría General de Planificación, Cambio Climático y Calidad Ambiental

SPD - Secretaría General de Patrimonio Natural y Desarrollo Sostenible

## Titulares de la Viceconsejería
- Juan Antonio Cortecero Montijano (16 de mayo de 2012[44] - 16 de septiembre de 2013[45]) (3)
- Ricardo Domínguez García-Baquero (19 de septiembre de 2013[46] - 2 de julio de 2015[47]) (4)
- José Luis Hernández Garijo (2 de julio de 2015[48] - 28 de enero de 2019[49]) (4)
- Ana María Corredera Quintana (28 de enero de 2019[50] - 3 de agosto de 2022[51]) (5)
- Sergio Arjona Jiménez (3 de agosto de 2022[52]-) (6)

## Titulares de las Secretarías Generales
| Secretaría General de Medio Ambiente y Agua: - Sergio Moreno Monrové (13 de junio de 2012 - 2 de octubre de 2013) (2) Secretaría General de Ordenación del Territorio y Cambio Climático: - Nieves Masegosa Martos (16 de octubre de 2013 - 28 de enero de 2015) (4) - Rafael Márquez Berral (12 de febrero de 2015 - 15 de julio de 2015) (4) Secretaría General de Gestión Integral del Medio Ambiente y Agua: - Carmen Lloret Miserachs (2 de octubre de 2013 - 15 de julio de 2015) (4) Secretaría General de Ordenación del Territorio y Sostenibilidad Urbana: - Rafael Márquez Berral (15 de julio de 2015 - 14 de febrero de 2019) (4) Secretaría General de Medio Ambiente y Cambio Climático: - María Belén Gualda González (23 de julio de 2015) - 16 de octubre de 2017 (4) - Pilar Navarro Rodríguez (13 de noviembre de 2017 - 14 de febrero de 2019) (4) | Secretaría General de Medio Ambiente, Agua y Cambio Climático: - Francisco José Gutiérrez Rodríguez (14 de febrero de 2019 - 22 de octubre de 2021) (5) - Sergio Arjona Jiménez (22 de octubre de 2021 - 3 de agosto de 2022) (5) Secretaria General de Sostenibilidad, Medio Ambiente y Economía Azul: - María del Mar Plaza Yélamos (17 de agosto de 2022 -) (6) Secretaría General Técnica: - Antonio J. Hidalgo López (23 de mayo de 2012 - 16 de septiembre de 2013) (3) - Asunción Alicia Lora López (25 de septiembre de 2013 - 6 de agosto de 2015) (4) - Isabel López Arnesto (6 de agosto de 2015 - 14 de febrero de 2019) (4) - Alberto Sánchez Martínez (14 de febrero de 2019 - 6 de agosto de 2021) (5) - María Jesús Gómez Rossi (6 de agosto de 2021 - 3 de agosto de 2022) (5) - Rafaela Artacho Gant (12 de agosto de 2022 -) (6) |

## Titulares de las Direcciones Generales
| Dirección General de Gestión del Medio Natural: - Francisco Javier Madrid Rojo (20 de mayo de 2009 - 15 de julio de 2015) (1) (3) (4) Dirección General de Espacios Naturales y Participación Ciudadana: - Esperanza Perea Acosta (13 de junio de 2012 - 15 de julio de 2015) (3) (4) Dirección General de Prevención, Calidad Ambiental y Cambio Climático: - Jesús Nieto González (13 de junio de 2012 - 23 de octubre de 2013) (3) Dirección General de Planificación y Gestión del Dominio Público Hidráulico: - Javier Serrano Aguilar (30 de abril de 2011 - 9 de octubre de 2013) (1) (3) - Juan María Serrato Portillo (9 de octubre de 2013 - 14 de febrero de 2019) (4) Dirección General de Infraestructuras y Explotación del Agua: - María Belén Gualda González (30 de abril de 2011 - 23 de julio de 2015) (1) (3) (4) - Inmaculada Cuenca Fernández (12 de noviembre de 2015 - 14 de febrero de 2019) (4) Dirección General de Prevención y Calidad Ambiental: - Jesús Nieto González (23 de octubre de 2013 - 23 de octubre de 2014) (4) - Fernando Manuel Martínez Vidal (23 de octubre de 2014 - 14 de febrero de 2019) (4) Dirección General de Gestión del Medio Natural y Espacios Protegidos: - Francisco Javier Madrid Rojo (15 de julio de 2015 - 14 de febrero de 2019) (4) | Dirección General del Medio Natural, Biodiversidad y Espacios Protegidos: - Ángel Andrés Sánchez García (14 de febrero de 2019 - 12 de marzo de 2021) (5) - Araceli Cabello Cabrera (12 de marzo de 2021 - 13 de mayo de 2022) (5) - Giuseppe Carlo Aloisio (13 de mayo de 2022 - 17 de agosto de 2022) (5) Dirección General de Calidad Ambiental y Cambio Climático: - Susana Magro Andrade (14 de febrero de 2019 - 3 de septiembre de 2019) (5) - María López Sanchís (6 de septiembre de 2019 - 17 de agosto de 2022) (5) Dirección General de Planificación y Recursos Hídricos: - Fernando Delgado Ramos (8 de marzo de 2019 - 27 de junio de 2022) (5) Dirección General de Infraestructuras del Agua: - Sergio Arjona Jiménez (14 de febrero de 2019 - 22 de octubre de 2021) (5) - Álvaro Real Jiménez (22 de octubre de 2021 - 26 de julio de 2022) (5) Dirección General de Política Forestal y Biodiversidad: - Giuseppe Carlo Aloisio (17 de agosto de 2022 - 30 de diciembre de 2022) (6) - Juan Ramón Pérez Valenzuela (30 de diciembre de 2022-) (6) Dirección General de Sostenibilidad Ambiental y Cambio Climático: - María López Sanchís (17 de agosto de 2022-) (6) Dirección General de Espacios Naturales Protegidos: - José Enrique Borrallo Romero (17 de agosto de 2022 -) (6) |